# Duinlantaarnspin
De Duinlantaarnspin (Agroeca lusatica) is een spinnensoort in de taxonomische indeling van de bodemzakspinnen (Liocranidae). De spin leeft op de bodem en maakt geen web. Het dier komt uit het geslacht Agroeca. Agroeca lusatica werd in 1875 beschreven door L. Koch.